# Federazione pallavolistica della Guyana
La Federazione guyanese di pallavolo (eng. Guyana Volleyball Federation, GVF) è un'organizzazione fondata per governare la pratica della pallavolo in Guyana.
Organizza il campionato maschile e femminile, e pone sotto la propria egida la nazionale maschile e femminile.
Ha aderito alla FIVB nel 1966.